# Lingua proto-greca
Con il termine proto-greco, o proto-ellenico, si intende la protolingua progenitrice di tutte le lingue elleniche, da cui discesero il miceneo, il greco antico, la koinè, il greco bizantino e il greco moderno.

## Storia
Le origini del proto-greco sono poco chiare, ma il parente più prossimo della lingua greca antica sembra essere la lingua frigia, inoltre, alcune caratteristiche del greco, come esposto nella teoria delle laringali, fanno pensare ad una radice comune con la lingua armena. La relativa vicinanza fra il greco e l'armeno sarebbe la dimostrazione della natura parafiletica dell'isoglossa centum-satem. Queste tre lingue andrebbero a costituire la famiglia delle lingue greco-armene, a sua volta inserita nella famiglia delle lingue proto-balcaniche.
Pertanto, il protogreco sarebbe stato parlato nell'area balcanica attorno al III millennio a.C. e alcuni suoi elementi linguistici sembrano manifestare tracce di un substrato linguistico precedente. Successivamente la dispersione sul territorio della penisola greca, il cambiamento delle strutture sociali e culturali avrebbero portato con il tempo all'affermarsi di diversi dialetti greci.